# Vitale Valguarnera Lanza
Vitale Valguarnera Lanza, principe di Niscemi (Assoro, 1617 – Palermo, 16 maggio 1676), è stato un nobile e politico italiano del XVII secolo, capostipite del ramo dei Valguarnera dei Principi di Niscemi.

## Biografia
Nacque nel 1617 ad Assoro, feudo della famiglia con il titolo di contea, da Francesco, I principe di Valguarnera, e dalla nobildonna Dorotea Lanza Ortega dei principi di Trabia, di cui era figlio terzogenito.
Il 4 settembre 1645, con privilegio dato dal re Filippo IV di Spagna, esecutoriato il 18 maggio dell'anno medesimo, ottenne il titolo onorifico di I duca dell'Arenella, che si riferiva alla tonnara di proprietà del Valguarnera situata nel quartiere marinaro dell'Arenella di Palermo, a ridosso del Monte Pellegrino. Acquistò il titolo di Principe di Niscemi senza il relativo feudo da Giuseppe Branciforte, principe di Butera, di cui ricevette ufficialmente investitura il 31 agosto 1661.
Fu deputato del Regno di Sicilia nel 1648, governatore del Monte di Pietà di Palermo nel 1661, capitano di giustizia di Palermo nel 1665-66, pretore di Palermo nel 1669-70.
Morì a Palermo il 16 maggio 1676.

### Matrimoni e discendenza
Il principe Vitale Valguarnera fu sposato in prime nozze alla nobildonna Elisabetta Beccadelli di Bologna Alliata, figlia del cavaliere Giuseppe, da cui ebbe un figlio Ponzo; rimasto vedovo nel 1649, sposò in seguito la nobildonna Ippolita Starrabba Trigona, figlia di Francesco, barone della Gatta, da cui ebbe il figlio Giuseppe.
Per la successione ai titoli di Principe di Niscemi e di Duca dell'Arenella designò suo erede il figlio di secondo letto Giuseppe, preferito al figlio maggiore Ponzio.